# 好派
好派，或称G派，是安徽省文化大革命时期的派别，意为认为1967年1月26日安徽部分造反派对中共安徽省委的夺权“好得很”，与认为该夺权“好个屁”的屁派对立。两派的斗争升级为激烈武斗，毛泽东、中共中央决定让李德生率十二军入皖支左，最终稳定了局势。除安徽好派外，江苏省文化大革命中的红总派也被称为“好派”。

## 扩展阅读
- 刘家驹，《光荣的背后：我的军旅见闻》，美国华忆出版有限公司，2020年4月。
- 李德生， 《李德生回忆录》，解放军出版社，1997年8月；人民出版社，2012年7月，ISBN 9787010110011。
- 《合肥通史》编纂委员会著；沈葵主编. 合肥通史 当代卷 上. 2016
- 维基文库中的相關文獻：中共中央、国务院、中央军委、中央文革小组批转《安徽“P派”和“G派”热烈拥护和贯彻执行康生、江青同志的“九·五”指示》的通知